# Port lotniczy Presidente Carlos Ibanez del Campo
Port lotniczy Presidente Carlos Ibáñez del Campo – port lotniczy zlokalizowany w chilijskim mieście Punta Arenas.

## Linie lotnicze i połączenia
- Aerovias DAP (Calafate, Puerto Natales, Ushuaia,Porvenir, Puerto Williams, Antartica)
- LATAM Chile (Puerto Montt, Santiago de Chile)
- Sky Airline (Balmaceda, Concepcion, Puerto Montt, Santiago de Chile)